# Bunkovce
Bunkovce jsou obec na Slovensku. Nachází se v Košickém kraji, v okrese Sobrance. Obec má rozlohu 7,79 km² a leží v nadmořské výšce 106 m. V roce 2011 v obci žilo 362 obyvatel. První písemná zmínka o obci pochází z roku 1358.